# خالد بن أحمد القرقني
خالد بن أحمد القرقني،
يعتبر من كبار المستشارين لدى الملك عبدالعزيز آل سعود.

## حياته
- مجاهد ليبي ضد الاستعمار الإيطالي وبعد الاحتلال نفاه الايطاليون إلى روما وفيها درس علم الحقوق سنة 1920م وبعد عودته إلى وطنه طارده الإيطاليون؛ فهاجر إلى مصر عام 1924م ثم إلى إسطنبول وأقام بها، وحصل على الجنسية التركية وفي عام 1929م وفد إلى الحجاز للاشتغال بالتجارة، فرأه الملك عبد العزيز وأعجب به وعينه مستشاراً لديه، وكان موضع تقديره وثقته[1]، ومن أبرز المهام التي كلفه بها الملك عبد العزيز:
- أرسلهُ الملك عبد العزيز يصحبه وكيل وزارة المالية حمد السليمان الحمدان إلى جيزان لمحادثة الحسن الإدريسي.[2]
- رأس وفداً إلى الإمام يحيى في اليمن عام 1352هـ/1933م لحل مشاكل الحدود وعقد معاهدة صداقة وحسن الجوار بين المملكة واليمن.
- مثلَ المملكة في زيارة لبولندا بناء على اتفاق عقد في جدة مع أحد مبعوثي بولندا لشراء الأسلحة التي وصلت جدة.
- رأس بعثة دبلوماسية إلى ألمانيا النازية وقابل هتلر، ومثل المملكة في محادثاتها مع ألمانيا سنة 1939م.
- كان حلقة الوصل بين الملك عبد العزيز والحاج أمين الحسيني مفتي فلسطين وقائد المجاهدين فيها.[3]
- صدور الأمر السامي عام1349هـ/1930م بتعيينه معاونًا أول للأمير فيصل بن عبدالعزيز النائب العام للملك عبد العزيز، والشيخ ياسين الرواف معاونًا ثانيًا.[4]

## وفاته
بعد وفاة الملك عبد العزيز اعتزل العمل، وعاد إلى طرابلس الغرب، ثم توفي رحمه الله في رجب عام 1391هـ/1971م.

## انظر ايضاً
- عبدالعزيز آل سعود
- أمين الحسيني

## وصلات خارجية
- خالد بن أحمد القرقني 1982-1971م من تونس إلى ليبيا إلى المملكة العربية السعودية حاملاً هموم التحرر ومحبة الإنسانية.
- خالد القرقني.. مبعوث الملك عبد العزيز إلى هتلر.